# Nadia Liani
Nadia Liani (Parma, 12 maggio 1938) è una cantante italiana.
Finalista del concorso Voci nuove della RAI del 1959, guadagna il diritto di partecipare a Sanremo grazie alla notorietà raggiunta nello show radiofonico "Giudicateli voi" dedicato ai nuovi talenti. Nello stesso anno partecipa al "Palio della canzone", trasmissione radiofonica nella quale alcuni compositori italiani dovevano musicare quattro poesie commissionate dalla RAI a quattro poeti di fama nazionale. L'interpretazione dei brani era affidata a sette nuovi cantanti, tra cui la Liani. Con la sua voce sensuale e calda l'anno successivo continua ad esibirsi alla radio con l'orchestra del maestro Esposito e l'orchestra Angelini. Partecipa, quindi, al Festival di Sanremo 1961 con il brano Una goccia di cielo, scritto da Gino Negri ed eseguito in abbinamento con Jolanda Rossin, che non viene ammesso alla serata finale. Fra le sue interpretazioni sono da ricordare Parle-moi d'amour, Febbre di musica e Mes mains.

## Discografia parziale

### 45 giri
- 1961 - Una goccia di cielo/Febbre di musica (CGD, N 9266)
- 1961 - Ceniamo insieme/I cerchi sull'acqua (CGD, N 9289)